# Shinya Aikawa
Shinya Aikawa (相川 進也 Aikawa Shinya?), född 26 juli 1983 i Saitama prefektur, är en japansk före detta fotbollsspelare.
Aikawa började sin karriär 2002 i Consadole Sapporo. Han spelade 133 ligamatcher för klubben. 2007 flyttade han till FC Gifu. Han avslutade karriären 2008.